# Instituto Nacional para o Aproveitamento dos Tempos Livres
A Fundação INATEL MHM — ou abreviadamente INATEL — é uma fundação privada de utilidade pública portuguesa, tutelada pelo Ministério do Trabalho, Solidariedade e Segurança Social, que tem como missão contribuir para o bem-estar integral e desenvolvimento pessoal de cada cidadão, bem como para a inclusão social de todos eles. Desenvolve atividades de ocupação dos tempos livres e de lazer dos jovens, dos trabalhadores, dos seniores, das famílias e das comunidades.
Originalmente criada em 1935, como Fundação Nacional para Alegria no Trabalho (FNAT), após a revolução de 25 de abril de 1974 foi transformada no Instituto Nacional para o Aproveitamento dos Tempos Livres dos Trabalhadores (INATEL). Em 2008, deixou de ser um instituto público, sendo transformada numa fundação privada tutelada pelo Estado Português, sendo adotada a atual denominação.

## História

### Fundação Nacional para Alegria no Trabalho
A Fundação Nacional para a Alegria no Trabalho (FNAT) foi criada através do Decreto-lei n.º 25 495, de 13 de junho de 1935, aprovada pelo então chefe do governo, António de Oliveira Salazar, no âmbito das políticas sociais do Estado Novo. A sua criação foi inspirada no seguimento dos modelos dos fascismos italiano e alemão, Dopolavoro e Kraft durch Freude, tendo como objetivos o desenvolvimento do turismo social e o preenchimento dos tempos livres dos trabalhadores e das suas famílias.
A FNAT foi pioneira num novo conceito de férias e lazer para os trabalhadores, ao encontro da recomendação de 1924, da Organização Internacional do Trabalho, de "aproveitamento útil do tempo livre dos trabalhadores". Com uma oferta de várias atividades, os seus objetivos eram os de preparar fisicamente os operários portugueses e, simultaneamente, reduzir o seu descontentamento com as condições de trabalho.
A partir de 1950, a FNAT oferece aos operários a oportunidade de praticar desportos de equipa, embora sem grandes efeitos práticos, pois grande parte dos trabalhadores não participava nesses jogos.
A FNAT transmitiu, em conjunto com a Emissora Nacional, o Serão para Trabalhadores (entre 1941 e 1974) e o Serão para os Soldados de Portugal (entre 1949 e 1974).

### Instituto Nacional para o Aproveitamento dos Tempos Livres dos Trabalhadores
Após o 25 de abril de 1974, a FNAT foi sucedida pelo Instituto Nacional para o Aproveitamento dos Tempos Livres dos Trabalhadores (INATEL). 
A 9 de junho de 2005, o INATEL foi feito membro-honorário da Ordem do Mérito.

### Fundação INATEL
Em 2008, através do Decreto-lei n.º 106/2008, de 25 de junho deixa de integrar a administração central do Estado, passando a fundação privada de utilidade pública, coma designação de "Fundação INATEL". É uma fundação com carácter social, tutelada pelo Ministério do Trabalho e da Solidariedade Social.

## Áreas de atuação
A ação da Fundação INATEL desenvolve-se nas seguintes áreas:
- Turismo social e sénior;
- Termalismo social e sénior;
- Organização dos tempos livres, da cultura e do desporto populares.

### Equipamentos hoteleiros
- Unidades hoteleiras de Linhares da Beira, Piódão, Castelo de Vide, Manteigas, Flores, Santa Maria da Feira, Oeiras, Albufeira, Cerveira, São Pedro do Sul, Vila Ruiva, Luso, Castelo de Vide, Foz do Arelho, Caparica e Porto Santo;
- Parques de campismo;
- Balneários termais de Manteigas, Entre-os-Rios;

### Equipamentos culturais
- Teatro da Trindade

### Equipamentos desportivos
- Parque de Jogos 1º de Maio,
- Pavilhão da Covilhã,
- Pavilhão da Guarda.